# Ira Remsen

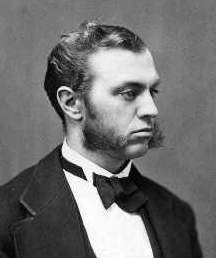
Ira Remsen

Ira Remsen (New York, 10 februari 1846 – Carmel-by-the-Sea, 4 maart 1927) was een Amerikaans chemicus die, samen met zijn researchmedewerker Constantin Fahlberg, de zoetstof sacharine heeft ontdekt. In 1901 werd hij de tweede directeur van de Johns Hopkins-universiteit.
In 1879 deed hij per toeval dé ontdekking van zijn leven. Toen hij na een lange dag in zijn laboratorium, waar hij werkte met koolteer derivaten (tolueen), tijdens zijn diner samen met zijn vrouw enkele broodjes at, merkte hij dat deze soms zoet en dan weer bitter smaakten. Aangezien zijn vrouw niets raars aan de broodjes proefde, likte Remsen aan zijn vingers en bemerkte hierbij dat hetgeen hij proefde waarschijnlijk resten van een van de chemicaliën uit zijn laboratorium moesten zijn. De volgende dag proefde hij aan de chemicaliën waarmee hij de vorige dag had gewerkt en ontdekte dat het de oxidatie van tolueen moest zijn geweest die de zoete smaak gaf. 
Hij noemde de substantie saccharine en zijn researchpartner Constantin Fahlberg publiceerde de vinding in 1880. Later, toen Fahlberg de vinding patenteerde en begon met massaproductie, werd Remsen boos op Fahlberg en claimde dat hij de uitvinding had gedaan.
Fahlberg werd een welvarende ondernemer, zeer tot ongenoegen van Remsen.
- Bibsys: 90620247
- Bibliothèque nationale de France: cb12443156k (data)
- Catàleg d'autoritats de noms i títols de Catalunya: 981058511187206706
- CiNii: DA0221227X
- Gemeinsame Normdatei: 117522368
- International Standard Name Identifier: 0000 0001 0889 9397
- Library of Congress Control Number: n79132489
- Bibliotheek van het Japanse parlement: 00768957
- Nationale Bibliotheek van Tsjechië: mzk2012714474
- Nationale bibliotheek van Australië: 36090272
- Nationale Bibliotheek van Israël: 987007276684805171
- Nationale Bibliotheek van Polen: a0000003170171
- Nederlandse Thesaurus van Auteursnamen: 152335285
- Réseau des bibliothèques de Suisse occidentale: 02-A018826862
- Istituto Centrale per il Catalogo Unico: LO1V174024
- SNAC: w6sn09zs
- Système universitaire de documentation: 085847518
- Trove: 1210533
- Virtual International Authority File: 39471967
- WorldCat: E39PBJdM8GVx6Df3fYWMvFPmh3